# Боровиково (Вологодская область)
Боровиково — деревня в Харовском районе Вологодской области на реке Чивица.
Входит в состав Харовского сельского поселения, с точки зрения административно-территориального деления — в Харовский сельсовет.
Расстояние до районного центра Харовска по автодороге — 7 км. Ближайшие населённые пункты — Коровиха, Спасская, Мякотиха.
По переписи 2002 года население — 8 человек.